# Singles 1968–1971
Singles 1968-1971 is een cd-boxcompilatie van The Rolling Stones. Het bevat singles van de band van 1968 t/m 1971.
Er zit een extra bonus-dvd bij.

## Nummers
- Alle nummers zijn geschreven door Mick Jagger en Keith Richards tenzij anders is vermeld.

### Disc 1
1. Jumpin' Jack Flash – 3:38
2. Child Of The Moon – 3:12

### Disc 2
1. Street Fighting Man – 3:09
2. No Expectations – 3:55
3. Surprise Surprise – 2:30
4. Everybody Needs Somebody to Love (Solomon Burke/Bert Russell/Jerry Wexler) – 5:03

### Disc 3
1. Honky Tonk Women – 3:00
2. You Can't Always Get What You Want – 4:50

### Disc 4
1. Memo from Turner – 4:07
2. Natural Magic (Jack Nitzsche) – 1:39

### Disc 5
1. Brown Sugar – 3:49
2. Bitch – 3:36

### Disc 6
1. Wild Horses – 5:42
2. Sway – 3:47

### Disc 7
1. I Don't Know Why (Stevie Wonder/Paul Riser/Don Hunter/Lula Hardaway) – 3:01
2. Try A Little Harder – 2:17

### Disc 8
1. Out of Time – 3:22
2. Jiving Sister Fanny – 3:20

### Disc 9
1. Sympathy for the Devil – 6:17
2. Sympathy for the Devil (The Neptunes-remix) – 5:54
3. Sympathy for the Devil (Fatboy Slim-remix) – 8:24
4. Sympathy for the Devil (Full Phatt-remix) – 8:05

### Bonus-dvd
1. Time Is on My Side (Norman Meade) (live tijdens de Ed Sullivan-show)
2. Have You Seen Your Mother, Baby, Standing in the Shadow? (live, Fall, 1966)
3. Jumpin' Jack Flash"
4. Sympathy for the Devil (The Neptunes, remixvideo)